# 九格骨牌

一個有九連塊的數獨，刊登在The Sunday Telegraph上

九格骨牌（Nonomino），又稱九連塊，是一種多格骨牌，每塊以九個全等的正方形連成，反射或旋轉視作同一種共有1285種。若只有旋轉視作同一種，共有2500種，若反射或旋轉後相同的都視為不同的連結，共有9910種九連塊。